# Hottentotta trilineatus
Espèce
Synonymes
- Centrurus trilineatus Peters, 1861
- Buthus eminii Pocock, 1890
- Buthus trilineatus fuscatus Masi, 1912

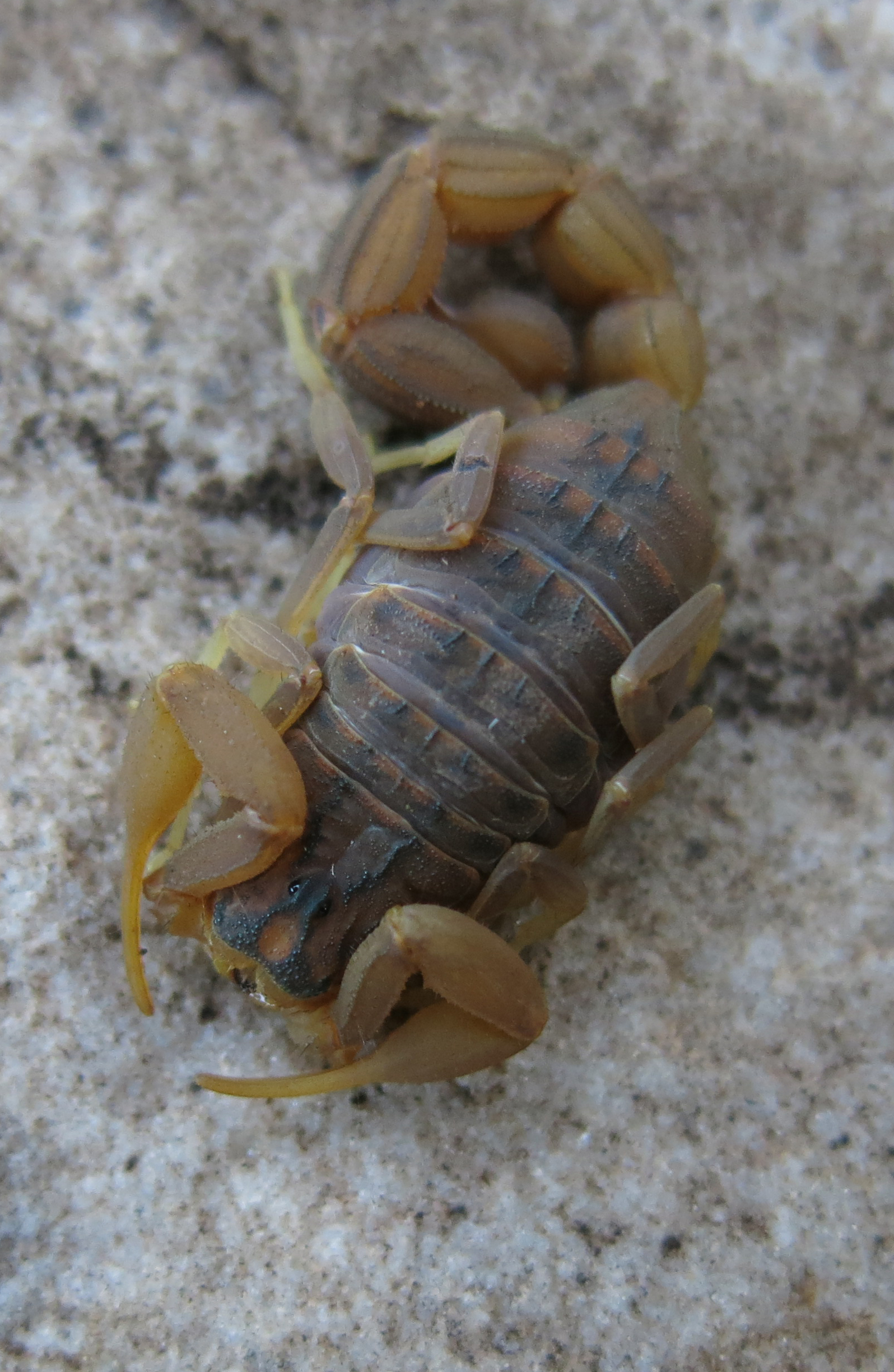
Hottentotta trilineatus

Hottentotta trilineatus est une espèce de scorpions de la famille des Buthidae.

## Distribution
Cette espèce se rencontre en Afrique du Sud, au Botswana, au Zimbabwe, au Mozambique, en Zambie, au Congo-Kinshasa, en Tanzanie, en Ouganda, au Kenya, en Somalie, en Éthiopie, à Djibouti et en Érythrée,.

## Description
Hottentotta trilineatus mesure de 35 à 65 mm.

## Systématique et taxinomie
Cette espèce a été décrite sous le protonyme Centrurus trilineatus par Peters en 1861. Elle est placée dans le genre Buthus par Kraepelin en 1899, dans le genre Stictobuthus par Vachon en 1949, dans le genre Buthotus par Vachon et Stockmann en 1968 puis dans le genre Hottentotta par Francke en 1985.

## Publication originale
- Peters, 1861 : « Über eine neue Eintheilung der Skorpione und über die von ihm in Mossambique gesammelten Arten von Skorpionen. » Monatsberichte der Königlichen Preussische Akademie des Wissenschaften zu Berlin, vol. 1861, p. 507–516 (texte intégral).